# Oxylobium scandens
Oxylobium scandens är en ärtväxtart som först beskrevs av James Edward Smith, och fick sitt nu gällande namn av George Bentham. Oxylobium scandens ingår i släktet Oxylobium och familjen ärtväxter. Inga underarter finns listade i Catalogue of Life.